# Лассен, Тайтур
Тайтур Лассен (фар. Teitur Lassen; род. 1977, Торсхавн, Фарерские острова) — фарерский певец, композитор и автор текстов. Свои компакт-диски издаёт под именем Тайтур (Teitur). Слово Тайтур в переводе с древнеисландского языка означает «счастливый», «весёлый», «проворный».

## Жизнь и творчество
Тайтур начал заниматься музыкой с 13-ти лет. Он брал уроки игры на органе, но вскоре увлекается фортепиано и гитарой. В возрасте 17 лет он переехал с семьёй в Хольстебро (Дания). После чего он в 2002 году уехал в Нью-Йорк на два года. На данный момент он в основном проживает в Вельбастявуре (Стреймой).
Изначально он пел на фарерском языке и соответственно собирал небольшое количество слушателей, затем в его репертуаре появились песни на английском. В 1996 году записал свой дебютный альбом Mark No Limits с одноимённой группой, где он выступал в качестве солиста и гитариста. 1997 году эта группа выиграла Prix Føroya на фарерском конкурсе исполнителей с стиле Рок/Поп. В 2002 году он выпустил альбом Sólin og Regnið (солнце и дождь) и в том же году заключил контракт с Universal Records.
Его альбом Poetry & Aeroplanes, выпущенный в 2003 году продюсером Рубертом Гайном (Rupert Hine), был отмечен международными критиками как один из лучших. Его часто сравнивают со Стингом и Полом Саймоном. Но всегда отмечается, что его стиль своеобразен и что он ни в коем случае не подражает им. Помимо певицы Айвёр Полсдоттир, он является единственным музыкантом с Фарер, который смог завоевать международное признание.
В 2006 году выпустил альбом Stay under the Stars, который сразу же занял лидирующие позиции в датских и фарерских хит-парадах. Его сингл Louis Louis из вышеупомянутого альбома посвящён Луи Армстронгу, искусством которого Тайтур восхищается.
3 марта 2007 года Тайтуру Лассену был присуждён приз Danish Music Award в категории «лучший певец Дании». Это наивысшая награда, присуждаемая музыкантам в Дании.

## Дискография
- Mark No Limits (Creative Music, 1996)
- Sólin og Regnið (Teitur Songs, 2002)
- Poetry & Aeroplanes (Universal Records, 2003)
- Stay Under the Stars (Arlo & Betty Recordings, 2006)
- Káta Hornið (Tutl, 2007)
- The Singer (Arlo & Betty Recordings, 2008)
- Let the Dog Drive Home (Arlo & Betty Recordings/Playground Music, 2010)
- Story Music (Arlo & Betty Recordings, 2013)
- I Want To Be Kind (Ferryhouse, 2018)